# Avena aemulans
Avena aemulans är en gräsart som beskrevs av Sergej Arsenjevitj Nevskij. Avena aemulans ingår i släktet havren, och familjen gräs. Inga underarter finns listade i Catalogue of Life.